# Chondrula werneri
Chondrula werneri is een slakkensoort uit de familie van de Enidae. De wetenschappelijke naam van de soort is voor het eerst geldig gepubliceerd in 1902 door Sturany.